# Liste der Resolutionen des UN-Sicherheitsrates (1987)
Diese Liste der Resolutionen des UN-Sicherheitsrates nennt die 12 vom Sicherheitsrat der Vereinten Nationen im Jahr 1987 verabschiedeten Resolutionen.
| Nummer | Beschluss vom | Gegenstand                          | Mission |
| ------ | ------------- | ----------------------------------- | ------- |
| 594    | 15. Januar    | Situation im Nahen Osten            |         |
| 595    | 27. März      | Internationaler Gerichtshof         |         |
| 596    | 29. Mai       | Israel – Arabische Republik Syrien  |         |
| 597    | 12. Juni      | Zypern                              |         |
| 598    | 20. Juli      | Irak – Islamische Republik Iran     |         |
| 599    | 31. Juli      | Israel – Libanon                    |         |
| 600    | 19. Oktober   | Internationaler Gerichtshof (Nauru) |         |
| 601    | 30. Oktober   | Namibia                             |         |
| 602    | 25. November  | Angola und Südafrika                |         |
| 603    | 25. November  | Israel – Arabische Republik Syrien  |         |
| 604    | 14. Dezember  | Zypern                              |         |
| 605    | 22. Dezember  | Israelisch besetzte Gebiete         |         |
| 606    | 23. Dezember  | Angola und Südafrika                |         |